# Cempuis
Cempuis is een gemeente in het Franse departement Oise (regio Hauts-de-France) en telt 383 inwoners (1999). De plaats maakt deel uit van het arrondissement Beauvais.

## Geografie
De oppervlakte van Cempuis bedraagt 9,3 km², de bevolkingsdichtheid is 41,2 inwoners per km².
De onderstaande kaart toont de ligging van Cempuis met de belangrijkste infrastructuur en aangrenzende gemeenten.

## Demografie
Onderstaande figuur toont het verloop van het inwonertal (bron: INSEE-tellingen).